# 日本フォームサービス
日本フォームサービス株式会社（Nihon Form Service Co.,Ltd）は、東京都江東区に本社を置き、各種製品の製造・販売を手掛けている日本の企業。

## 概要
1956年に山下孝行によって、事務機器の販売を手掛ける目的で設立。以降、AV関連製品を主力とし、各種収納関連やセキュリティ関連製品、災害関連製品の製造・販売を手掛けている。
2019年8月8日に東京証券取引所から特設注意市場銘柄に指定され、2020年11月13日に特設注意市場銘柄指定継続決定を受けた。これを受けて創業者の孫である山下宗吾が代表を務めるNFS株式会社が、2020年12月23日に株式公開買付けを行うことを発表。
2021年2月11日にNFSによる株式公開買付けが成立。日本フォームサービスは同年4月26日にJASDAQ上場廃止となった（後述）。 
かつては東京都内において介護施設の運営を手掛けていたが、介護施設運営事業は2022年2月1日付でフォービスライフ株式会社へ移管されたと同時に、フォービスライフ全株式は株式会社カスケード東京へ譲渡された。

### 特設注意市場銘柄の指定・TOBの開始
2019年3月に、外部から不適切会計を行っているのではないかといった指摘があった。日本フォームサービスは同年4月5日に第三者委員会を設置して調査を開始し、第三者委員会は同年6月21日に調査結果を発表。
第三者委員会は、経営陣も認識する意図的な会計操作、不適切な会計処理、当時の山下岳英社長への権限集中などと結論付け、日本フォームサービスは同年6月26日に、2014年9月期有価証券報告書から2019年9月期第1四半期報告書までの訂正報告書を関東財務局に提出した。日本フォームサービスは、2016年9月期と2017年9月期において、赤字にもかかわらず黒字と記載した虚偽の有価証券報告書を提出していたことも明らかとなった。
東京証券取引所は2019年8月8日に、内部管理体制が確立されていないなどとして、日本フォームサービス株式を特設注意市場銘柄に指定。日本フォームサービスは、2019年9月末分から株主優待を廃止した他、同年9月26日には山下岳英社長が退任した上で、新社長にフォービステクノ株式会社社長を務めている齋藤太誉が就任した。
日本フォームサービスは2019年12月26日に、山下岳英前社長を本社並びに営業所への出入り禁止にするなどの改善計画を発表したが、東京証券取引所は2020年11月13日に、山下岳英前社長の影響力が排除されていないこと、不正会計に関与した者が経営に関与しているなどとして、特設注意市場銘柄の継続決定を発表した。
山下岳英前社長が保有する日本フォームサービス株式の第三者への譲渡を拒否し続けたことから、山下孝行の孫である山下宗吾が代表を務めるNFS株式会社は2020年12月23日に、株式公開買付けにより日本フォームサービスを完全子会社化することを発表。2021年2月11日にNFSによる株式公開買付けが成立。日本フォームサービスは同年4月28日付でNFSの完全子会社となった。

## 事業所
- 本社 - 東京都江東区亀戸6-25-1
- 千葉工場 - 千葉県山武郡横芝光町長山台1-4
- 関西営業所 - 大阪府大阪市中央区谷町5-6-12 新野村ビル6階

## 沿革
- 1956年10月3日 - 山下孝行により、事務機器の販売を手掛ける目的で設立。本社は東京都港区。
- 1960年9月 - 東京都板橋区に板橋工場を開設。
- 1963年9月 - 板橋工場を閉鎖の上で、東京都江戸川区に平井工場を開設。
- 1969年3月 - 本社を東京都江戸川区へ本社を移転。
- 1990年3月 - 本社を東京都江東区へ移転。
- 1992年7月 - アメリカゴールデンテクノロジーズ社との業務提携の上、シルバー機器分野に進出。
- 1994年10月 - アメリカエルゴトロン社との間で、モニコンラックの製造・販売に関して業務提携。
- 1995年5月 - 平井工場を閉鎖した上で、千葉県横芝光町に千葉工場を開設。
- 1997年7月 - 株式を店頭公開（現・JASDAQ）。
- 1999年10月 - 介護事業へ進出。
- 2014年1月 - 登記上の本店を東京都江東区へ移転。
- 2019年8月8日 - 東京証券取引所から特設注意市場銘柄の指定を受ける。
- 2020年11月13日 - 東京証券取引所から特設注意市場銘柄の継続決定を受ける。
- 2021年
  - 2月11日 - NFS株式会社による株式公開買付けが成立。
  - 4月26日 - JASDAQ上場廃止。
  - 4月28日 - 株式併合により、NFS株式会社の完全子会社となる。
  - 6月30日 - NFS株式会社を吸収合併。
- 2022年2月1日 - 介護事業をフォービスライフ株式会社へ移管。介護事業から撤退。

## 関連会社
- フォービスリンク株式会社
- フォービステクノ株式会社